# نهائي كأس ألمانيا 2009
نهائي كأس ألمانيا 2009 هي المباراة النهائية من منافسة كأس ألمانيا 2008–09، أقيمت المباراة في 30 مايو 2009، في الملعب الأولمبي، بين فريقي باير 04 ليفركوزن، وفيردر بريمن، وفاز فيها فيردر بريمن، بعد أن هزم باير 04 ليفركوزن، بنتيجة 0 - 1، وكان حكم المباراة Helmut Fleischer ‏، وحضر المباراة 72954 شخصاً.

## تفاصيل المباراة
لعبت المباراة النهائية في 30 مايو 2009.
| باير 04 ليفركوزن | 0 -1 | فيردر بريمن      |
| ---------------- | ---- | ---------------- |
|                  |      | مسعود أوزيل 58 ' |